# Hamburg Sternschanze
Hamburg Sternschanze – stacja kolejowa w Hamburgu, w Niemczech. Znajduje się tu 1 peron i stacja metra.